# Elk River (Maryland)
Elk (ang. Elk River) – rzeka na półwyspie Delmarva w amerykańskim stanie Maryland. Uchodzi do zatoki Chesapeake.